# Achim Bonte

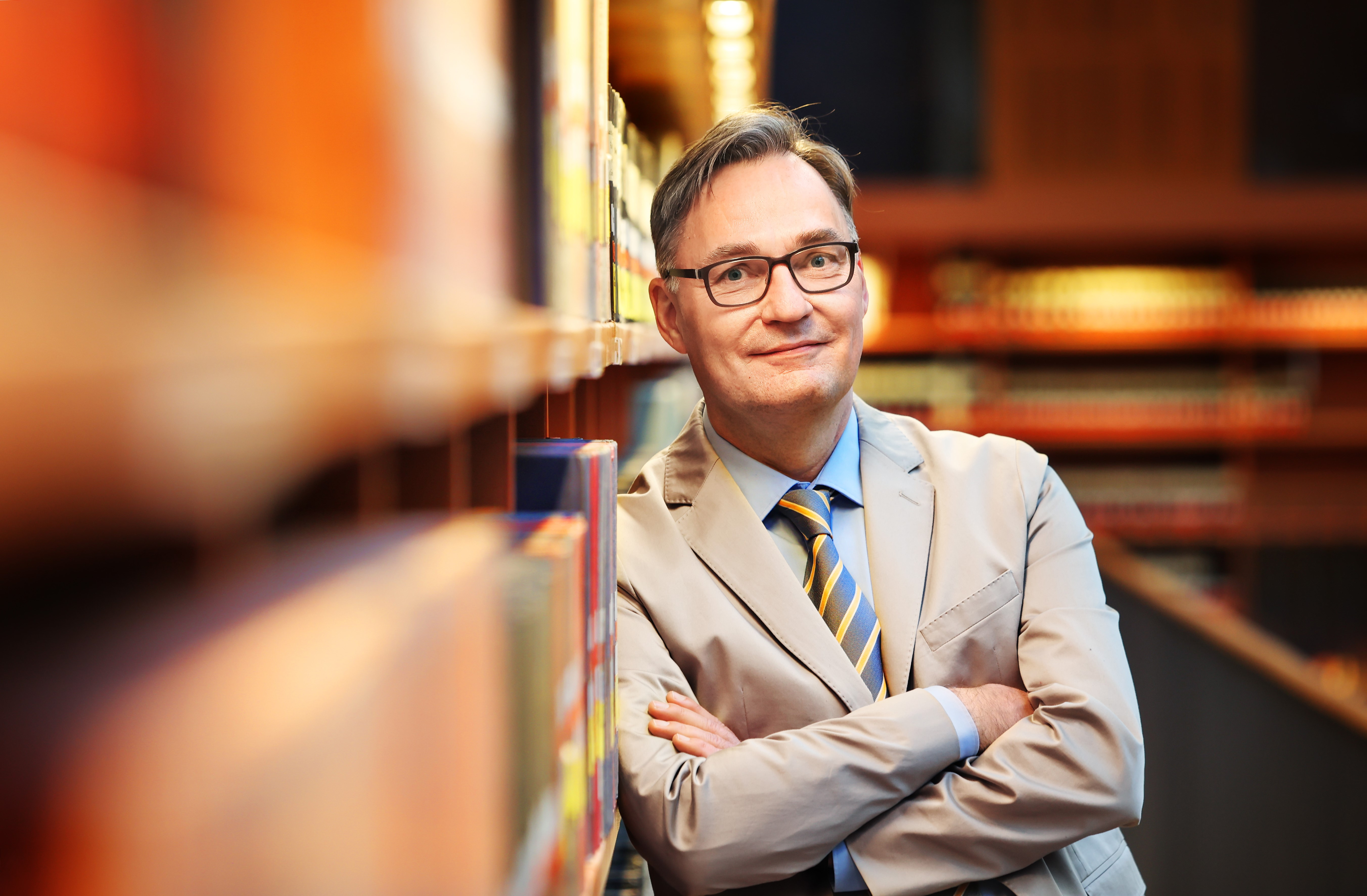
Achim Bonte (2021)

Achim Bonte (* 12. Februar 1964 in Karlsruhe) ist ein deutscher Philologe, Historiker und Bibliothekar.
Er ist seit 1. September 2021 Generaldirektor der Staatsbibliothek zu Berlin – Preußischer Kulturbesitz. Von 2018 bis August 2021 war er Generaldirektor der Sächsischen Landesbibliothek – Staats- und Universitätsbibliothek Dresden (SLUB).

## Leben
Nach dem Abitur an einem Mannheimer Gymnasium studierte Bonte an den Universitäten in Mannheim, Freiburg im Breisgau und Basel Geschichte und Germanistik. Mit einer Arbeit zur politischen Meinungsbildung in der Weimarer Republik wurde er 1995 summa cum laude promoviert. Nach Abschluss des Bibliotheksreferendariats 1996 arbeitete Bonte als Fachreferent und in verschiedenen Abteilungsleiterfunktionen an der Universitätsbibliothek Heidelberg, bevor er im März 2004 zu deren stellvertretendem Direktor berufen wurde. Seit August 2006 war er als Stellvertretender Generaldirektor an der SLUB in Dresden tätig. Zum 1. August 2018 übernahm er als Nachfolger von Thomas Bürger die Leitung der Bibliothek.
Am 24. März 2021 wurde er vom Stiftungsrat der Stiftung Preußischer Kulturbesitz zum neuen Generaldirektor der Staatsbibliothek zu Berlin berufen. Dieses Amt hat er am 1. September 2021 angetreten. Am 27. August 2021 wurde er an der SLUB verabschiedet.
Bonte war Gründungsvorsitzender von Kitodo e. V., einer großen Entwicklungs- und Anwendergemeinschaft von quelloffener Digitalisierungssoftware für Bibliotheken, Archive, Museen und Dokumentationszentren. Er war Mitglied des Landesvorstands des Sächsischen Bibliotheksverbands und federführend bei der Erarbeitung eines Struktur- und Entwicklungsplans für die sächsischen wissenschaftlichen Bibliotheken.
Von 2008 bis 2017 leitete Achim Bonte die Redaktion von BIS : Das Magazin der Bibliotheken in Sachsen. Von 2012 bis 2021 war er korrespondierender Mitarbeiter von B.I.T.online. Seit 2016 ist er Mitherausgeber der Fachzeitschrift Bibliothek: Forschung und Praxis., seit 2021 in gleicher Funktion bei der Zeitschrift für Bibliothekswesen und Bibliographie (ZfBB).
Achim Bonte ist Gründungsmitglied der 2019 gegründeten Sächsischen Bibliotheksgesellschaft.